# Eupithecia fennoscandica
Eupithecia fennoscandica es una especie de polilla de la familia Geometridae. La especie fue descrita por primera vez por Nils Knaben habiendo sido descrita en 1949, con distribución en Siberia, Rusia y el norte de Mongolia. Un sintipo fue descrito en el sector Saana, en la región alpina de Finlandia. Su nombre científico hace alusión a la región donde habita, la región Fenoscandia.
Es una polilla girs con marcas transversales fuertemente corroboradas y negruzcas. Su envergadura es de 17 a 21 milímetros (0,7 a 0,8 plg). Produce una generación anual con sus adultos en vuelo en julio. Las orugas se alimentan de Silene suecica. Se pueden encontrar larvas desde mediados de julio hasta mediados de agosto. Pasan el invierno en forma de pupa. Su hábitat son los acantilados rocosos y las laderas a altitudes de 600 a 800 metros (1968,5 a 2624,7 pies) sobre el nivel del mar. Además, la especie se ha descrito en pastizales y matorrales templados y a altitudes más bajas.